# Festival d'Obourg
Le Festival d'Obourg est un festival de chanson française organisé dans le village d'Obourg dans la ville de Mons en Belgique de 1962 à 1977.

## Historique
Créé en 1962, le festival d'Obourg (à côté de Mons en Belgique) a été dès sa première édition un des plus grands festivals de chanson française du pays. Plus de 10 000 personnes ont assisté à la dernière édition du festival en 1977,.
Organisé par l'ASBL Les Troubadours, des noms de vedettes d’expression francophone sont passés sur les planches d'Obourg durant cette période : Léo Ferré, Barbara, Claude Nougaro, Georges Moustaki, Félix Leclerc et bien d’autres, encore jeunes, mais dont la carrière débutait: Salvatore Adamo, à l'honneur dès la première édition, Michel Sardou, Yves Simon, Daniel Guichard, Julien Clerc, Gérard Lenorman et Pierre Rapsat qui créera avec d’autres les Francofolies de Spa.

## Festival d'Obourg 2.0
En 2015, à l'initiative d'Albert Delchambre auteur-compositeur-interprète et  Luc Meunier producteur et animateur radio rejoints ensuite par Michael Fries et Stéphane Bernard, Conseiller communal de la Ville de Mons ont relancé, au sein d'une ASBL, le Festival rebaptisé Festival d'Obourg 2.0 à l'occasion de Mons 2015, capitale européenne de la culture, avec l'intention de rééditer l'édition chaque année,,.
L'édition 2015, organisée les 22 et 23 août, avec William Dunker, Odieu et le Feu, P-Jo, Nelsonn, Récital Boxon, l'Âme des poètes et beaucoup d'autres à l'affiche, a accueilli plus de 2 200 personnes.
Un concert intimiste d'Albert Delchambre au Théâtre de Saint-Denis et un quatuor classique en l'église d'Obourg ont clôturé le festival en 2015.
Le festival est exclusivement consacré à la chanson française et se déroule dans le parc communal d'Obourg fin août-début septembre. 
A l'issue de la deuxième édition en 2016 avec Antoine Hainaut en tête d'affiche et 1200 spectateurs,  Stéphane Bernard reprend l'organisation du festival durant deux ans, sans grand succès, avant de disparaître. 